# Kilimilile
Kilimilile  è una circoscrizione rurale (rural ward) della Tanzania situata nel distretto di Missenyi, regione del Kagera. Conta una popolazione di 11 456 abitanti (censimento 2012).